# Maxillaria bradei
Maxillaria bradei är en orkidéart som beskrevs av Rudolf Schlechter och Frederico Carlos Hoehne. Maxillaria bradei ingår i släktet Maxillaria och familjen orkidéer. Inga underarter finns listade i Catalogue of Life.